# 圣巴齐勒德梅萨克
圣巴齐勒德梅萨克（法語：Saint-Bazile-de-Meyssac，法語發音：[sɛ̃ bazil də mɛsak]，意为“梅萨克的圣巴齐勒”）是法国科雷兹省的一个市镇，位于该省南部偏西，属于布里夫拉盖亚尔德区。

## 地理
圣巴齐勒德梅萨克（45°3'3"N, 1°43'35"E）面积4.47 平方千米，位于法国新阿基坦大区科雷兹省，该省份为法国中南部省份，北起上维埃纳省和克勒兹省，西接多爾多涅省，南至洛特省，东临多姆山省和康塔爾省。
与圣巴齐勒德梅萨克接壤的市镇（或旧市镇、城区）包括：拉格莱若勒、马西亚克拉克罗兹、梅萨克、勒佩谢、圣瑞利安莫蒙。
圣巴齐勒德梅萨克的时区为UTC+01:00、UTC+02:00（夏令时）。

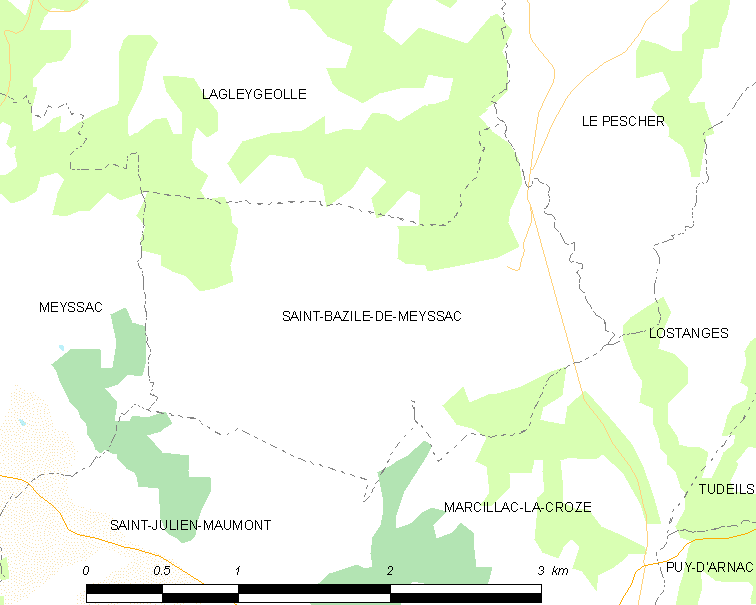
圣巴齐勒德梅萨克的OSM定位图

## 行政
圣巴齐勒德梅萨克的邮政编码为19500，INSEE市镇编码为19184。

## 政治
圣巴齐勒德梅萨克所属的省级选区为科雷兹南部县。

## 交通
科雷兹省省道D10线和D15线在境内东部交汇。

## 人口

1962-2008年间圣巴齐勒德梅萨克人口变化图示

圣巴齐勒德梅萨克于2022年1月1日时的人口数量为137人。